# Piper’s Ash
Piper's Ash – osada w Anglii, w hrabstwie ceremonialnym Cheshire, w dystrykcie (unitary authority) Cheshire West and Chester. Leży 3 km na wschód od miasta Chester i 264 km na północny zachód od Londynu.